# Zepto
Zepto (symbool: z) is het SI-voorvoegsel dat gebruikt wordt om een factor 10−21, oftewel 1/1021 aan te duiden.
Het wordt gebruikt sinds 1991; daarvoor werd het voorvoegsel bronto gebruikt. De naam is afgeleid van het Latijnse septem, voor zeven.